# Уаикато (река)

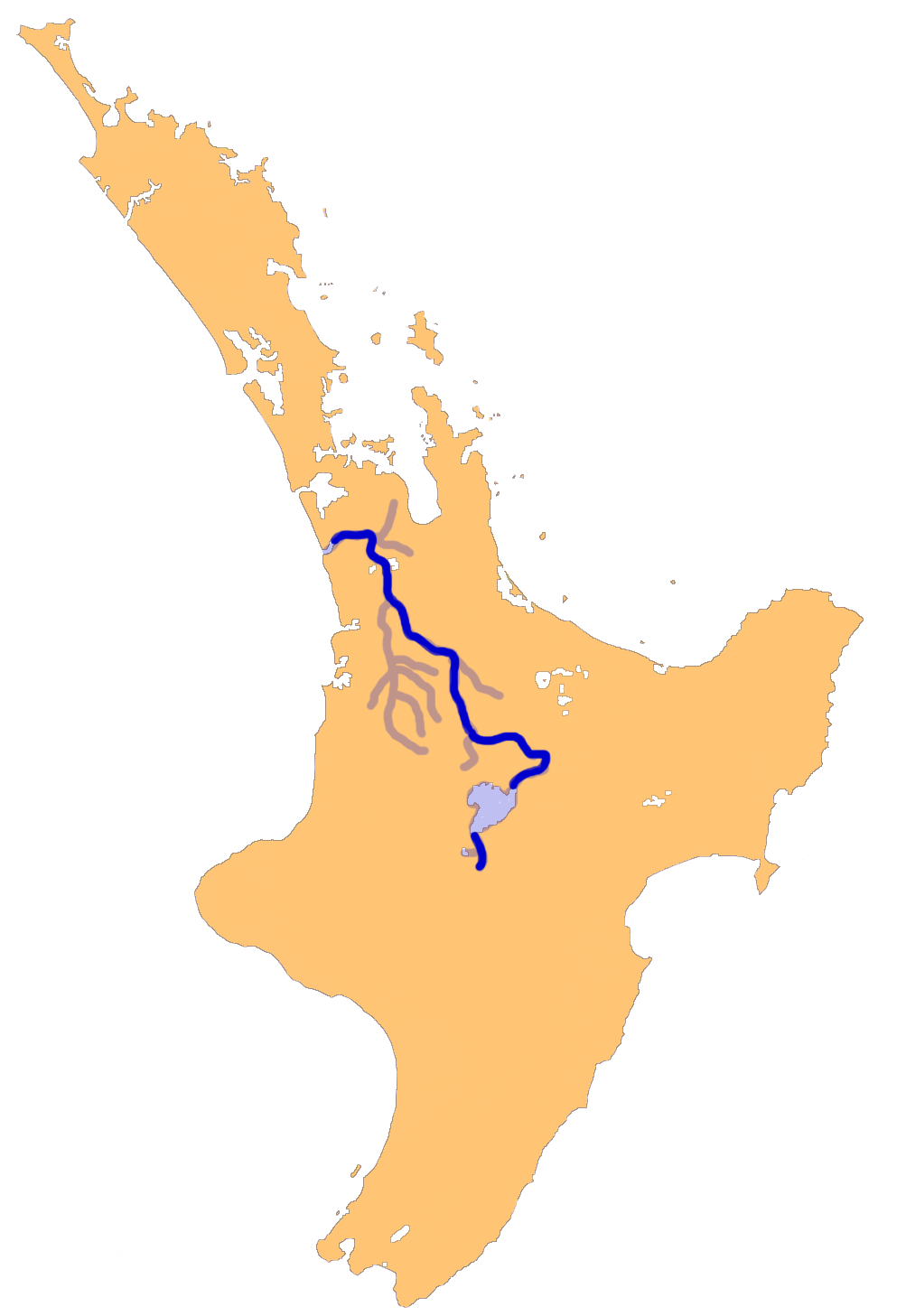
Карта бассейна.

Уаика́то (англ. Waikato, устар. Вайкато) — крупнейшая река Новой Зеландии, протяжённостью 425 км, протекающая в центральной части Северного острова и впадающая в Тасманово море.

## Название
Название реки Уаикато имеет маорийское происхождение и в переводе с местного языка означает «текущая вода».

## Речная система

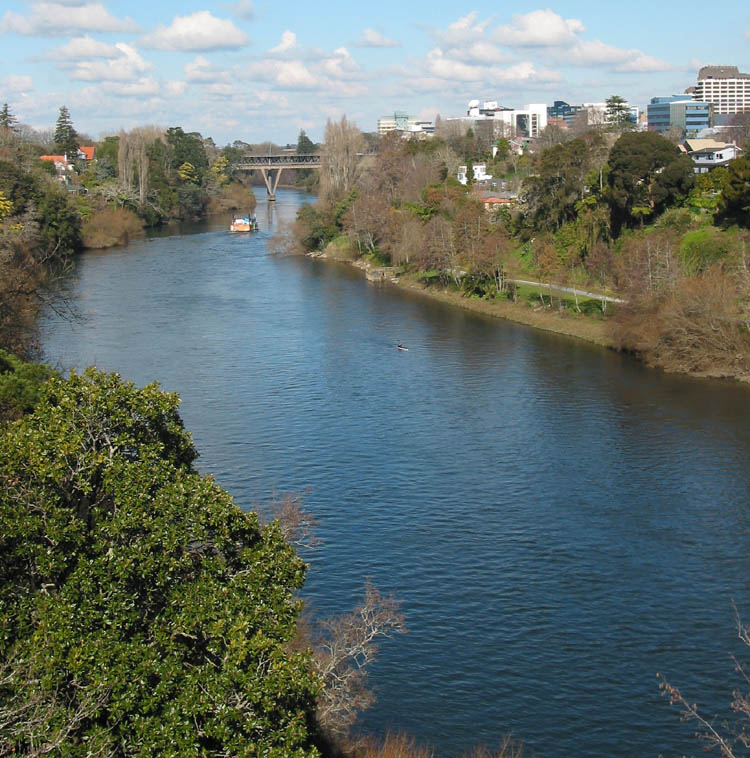
Река Уаикато в черте г. Гамильтон

Река Уаикато берёт своё начало на восточных склонах горы Руапеху, питаясь преимущественно водами, образовавшимися при таянии ледника Мангатоэтоэнуи (в прошлом Уаикато). Самый южный приток реки носит название Верхний Уаикато. С запада, вблизи хребта Каиманава, в Уаикато впадает река Уаипакихи. В месте, где река сливается с рекой Уаихохону, она носит название Тонгариро. С востока, со стороны озера Ротоаира, в Тонгариро впадает река Поуто. В дальнейшем река течёт в северном направлении, протекая через город Туранги, и впадает в озеро Таупо. Обширная система озёр, туннелей и каналов в этом месте используется для выработки гидроэлектроэнергии.
В северной части Таупо Уаикато, протекая через город Таупо, вытекает из озера и течёт в северо-восточном направлении. На расстоянии примерно в 40 км от озера река затем поворачивает на запад и впадает в южную часть озера Охакури. В северо-западной части озера она вытекает и течёт в западном направлении, протекая впоследствии через небольшие озёра Атиамури и Факамару. В северо-западном направлении Уаикато затем протекает через озеро Мараэтаи и в озере Уаипапа сливается с одноимённой рекой, после чего берёт курс на север и протекает через озёра Арапуни и Карапиро, где сливается с рекой Покаифенуа. Наличие большого количества озёр в этом регионе объясняется многочисленными гидроэлектростанциями, которые, перекрывая реку, образуют искусственные озёра.
К северо-западу от озера Карапиро река образует речной бассейн Уаикато, протекая через города Кеймбридж, Гамильтон и Нгаруавахиа, у которого в Уаикато впадает крупнейший его приток, река Уаипа. Впоследствии река течёт в северном направлении через ущелье Таупири. Дальше к северу расположены города Хантли и Меремере, где в Уаикато впадают реки Фангамарино и Марамаруа. У города Мерсер в реку впадает другой приток, река Мангатафири, после чего Уаикато течёт в западном и юго-западном направлении. Недалеко от устья, вблизи города Порт-Уаикато, в Уаикато с севера впадает ещё один приток, река Арароа.

## Флора и фауна
В реке зарегистрировано большое количество водной растительности и рыбы: не менее 19 видов коренных видов рыб, 10 видов интродуцированных видов и множество беспозвоночных и растений. Осуществляется коммерческий вылов рыбы (прежде всего угря). Угри традиционно являлись основой дневного рациона местных племён маори.